# Holiday Hills
Holiday Hills es una villa ubicada en el condado de McHenry en el estado estadounidense de Illinois. En el Censo de 2010 tenía una población de 610 habitantes y una densidad poblacional de 237,66 personas por km².

## Geografía
Holiday Hills se encuentra ubicada en las coordenadas 42°17′48″N 88°13′42″O / 42.29667, -88.22833. Según la Oficina del Censo de los Estados Unidos, Holiday Hills tiene una superficie total de 2.57 km², de la cual 2.46 km² corresponden a tierra firme y (4.04%) 0.1 km² es agua.

## Demografía
Según el censo de 2010, había 610 personas residiendo en Holiday Hills. La densidad de población era de 237,66 hab./km². De los 610 habitantes, Holiday Hills estaba compuesto por el 95.74% blancos, el 0.16% eran afroamericanos, el 0.49% eran amerindios, el 0% eran asiáticos, el 0% eran isleños del Pacífico, el 2.79% eran de otras razas y el 0.82% pertenecían a dos o más razas. Del total de la población el 5.74% eran hispanos o latinos de cualquier raza.